# Chiesa di San Giuseppe (Erula)
La chiesa di San Giuseppe è una chiesa campestre situata nella borgata di Oloitti in comune di Erula, centro abitato della Sardegna settentrionale. Consacrata al culto cattolico, fa parte della parrocchia del Cuore Immacolato di Maria, diocesi di Tempio-Ampurias.